# Castor og Pollux
Castor og Pollux  var i romersk mytologi (Kastor og Polydeukes i græsk)  tvillinger, der hørte til og en del af argonauterne. Deres moder var Leda med Tyndareos som fader til Castor og Zeus til Pollux. De er kendt som Dioskurer ("Zeus-sønner" )

## Den romerske legende om Castor og Pollux
Romerne kæmpede enten mod etruskerne eller Det Latinske Forbund (omkring tredive landsbyer og stammer som latinere) ved Regillussøen sydøst for Rom. Slaget gik dårligt, indtil to strålende unge mænd på hvide heste dukkede op og førte romerne til sejr. Samme dag sås de to mænd vande deres heste ved en brønd på Forum. De fortalte indbyggerne om sejren ved søen og forsvandt. Castor og Pollux' tempel blev bygget ved brønden på Forum.

## Stjernebilledet Tvillingerne
Stjernebilledet Tvillingerne repræsenterer Castor og Pollux, der er udødeliggjort af Zeus. Dets mest lysstærke stjerner (α and β Geminorum) er opkaldt efter dem.